# ICE T
DB Baureihe 411 och 415 är tyska elmotorvagnar av typen ICE T, tillverkade av Siemens och Alstom. Typen ICE-T har hittills enbart använts av tyska DB och österrikiska ÖBB. Typen tillhör Pendolino-familjen

## Utveckling
Efter lanseringen av ICE på 1990-talet så ville DB även använda sig av konceptet på vanliga linjer som inte var konstruerade för höga hastigheter. Tanken var att till viss del att ersätta vanliga Intercity-tåg och Interregio-tåg. Tågen fick benämningen Intercity Express Triebzug, vilket förkortades till ICE T. T:ets betydelse kom senare att ändras till Tilting. Lösningen som valdes för att kunna hålla en högre hastighet på vanliga linjer var lutning. Utöver de eldrivna tågsättet så såg man ett behov av en dieseldriven motsvarighet, vilket till slut kom att bli ICE TD.
ICE T, ICE TD och ICE 3 kom alla att utvecklas samtidigt av samma tillverkare och de delar därför till stor del både utseende och komponenter. Exempelvis så har alla tre en yta med sittplatser precis bakom förarhytten, där endast en glasvägg skiljer passagerarna från lokföraren, vilket ger möjligheten att se ut genom tågets framruta. Tekniskt är de väldigt lika då alla tre enheterna till skillnad från de tidigare ICE 1 och ICE 2 inte har några drivenheter, utan har sina motorer placerade under golvet, för att öka kapaciteten. 

Tanken var från början att tågsätten endast skulle bestå av tre vagnar men på grund av behov av en högre kapacitet så valde man att konstruera tågsätten i två olika längder, 5 (BR 415) och 7 vagnar (BR 411). Genom att tre enheter kan kopplas samman så tillåts ett flertal olika kombinationer av olika långa tåg. Följande antal vagnar kan kombineras ihop: 5, 7, 10, 12, 14 och 15. 

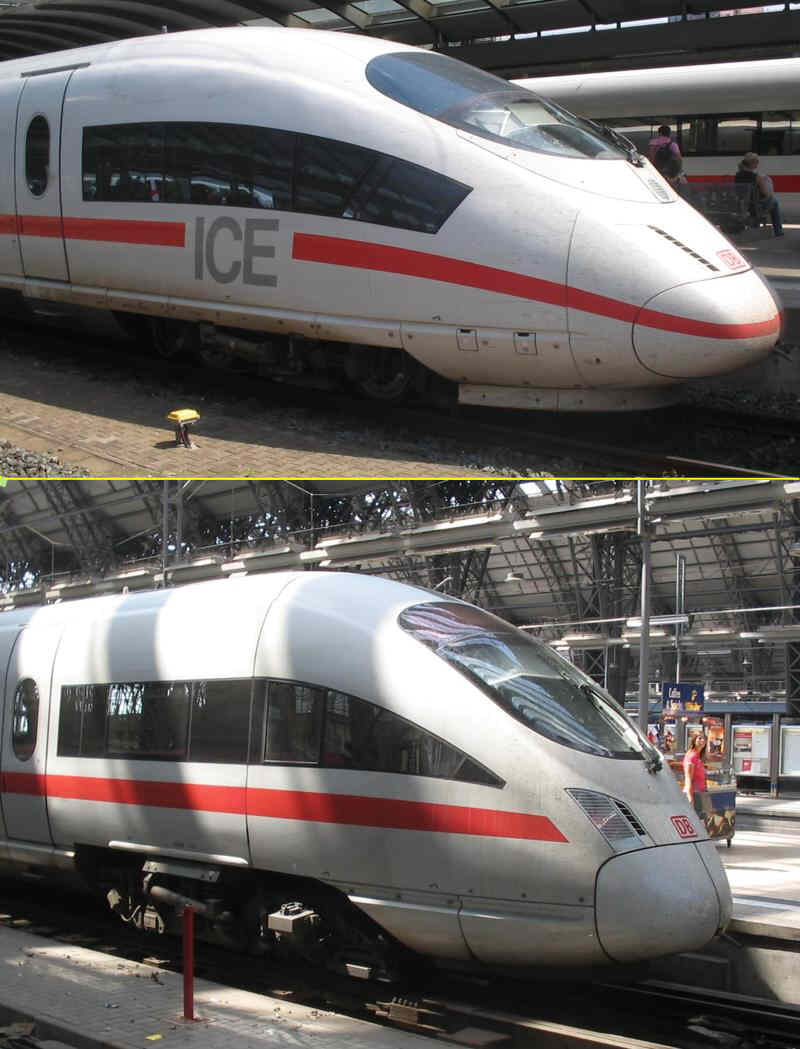
Jämförelse av ICE 3 (övre) och ICE T (nedre).

## Produktion
År 1994 lade DB en beställning på totalt 40 enheter, vilket kom att ändras till 43 år 1997. Av de 43 enheterna så beställde DB 32 stycken 7-delade BR 411 och elva stycken 5-delade BR 415. Enheterna byggdes av ett konsortium som bestod av bland annat Siemens,  Fiat Ferroviaria och Duewag. Lutningstekniken i enheterna är en uppgraderad version av den som sitter i de italienska ETR 460 och ETR 470-motorvagnarna. Skillnaden är huvudsakligen att på ICE T så är båda axlarna i varje drivboggi drivna jämfört med föregångaren som endast är driven på en axel per boggi. 
När den tyska regeringen år 2002 lade ner projektet med Transrapids Maglev-linje mellan Hamburg och Berlin, så valde DB att uppgradera den existerande järnvägen mellan städerna till en topphastighet på 230 km/h. För att kunna köra trafiken på sträckan i denna hastighet, samt för att öka kapacitet på andra linjer så valde DB att beställa ytterligare 28 tågsätt av den 7-delade versionen, BR 411. 

### DB Baureihe 411
Av enheternas totalt 7 vagnar så är totalt 4 stycken drivna. Dessa är den andra (BR 411.1), tredje (BR 411.2), femte (BR 411.7) och sjätte (BR 411.6). De två manövervagnarna (BR 411.0 och BR 411.5) innehåller tågets transformatorer till de drivna vagnarna, man brukar därför säga att de tre första eller sista vagnarna bildar en drivenhet. Mittenvagnen (BR 411.8) innehåller varken motorer eller transformatorer och ses därför som helt odriven. Utöver detta så kan tåget köras utan mittenvagnen och det är även teoretiskt möjligt att koppla på en extra mittenvagn, vilket skulle ge en enhet 8 vagnar. Den första BR 411 levererades till DB 1999.

### DB Baureihe 411 andra produktionsserien
När DB beställde fler BR 411 år 2002 gjordes vissa ändringar i designen, främst för att sänka inköpspris och underhållskostnader. De tydligaste skillnaderna är bland annat att restaurangen bytts ut mot en bar utan sittplatser, de externa lamporna är utbytta till LED-lampor samt att 8 extra stolar lagts till för att öka kapaciteten.

### DB Baureihe 415
Tågen av typen BR415 skiljer sig något i sin uppbyggnad jämfört med BR 411 då BR 415 har tre av sina fem vagnar drivna. De drivna vagnarna är de tre mittenvagnarna (BR 415.1, BR 415.7 och BR 415.6), dessa får sin ström från de två manövervagnarna (BR 415.0 och BR 415.5) som likt BR 411 innehåller tågets transformatorer. Man brukar därför säga att BR 415 består av en drivenhet till skillnad mot BR 411s två. Sex av de elva byggda tågsättet är avsedda för trafik inom Tyskland och saknar därför nödvändiga system för att köras i andra länder. De fem resterande enheterna byggdes för trafik i andra länder, huvudsakligen Schweiz. Dessa enheter är utrustade med schweiziska säkerhetssystem samt smalare strömavtagare för att kunna användas på det schweiziska järnvägsnätet. Den första enheten konstruerades 1998, för att sedan börja testas direkt.

## Trafik
Den 31 maj 1999 togs BR 415 i tjänst på sträckan Frankfurt-Zürich och den 19 december 1999 togs BR 415 i tjänst mellan Berlin och Düsseldorf. Utöver dessa rutter så tillkom efter ett tag även Berlin-Frankfurt och Frankfurt-Dresden. Den 6 januari 2004 utbröt en brand i BR 411 06, vilket resulterade i att stora delar av tågsättet fick skrotas och att överlevande vagnar användes som reservdelar. 2004 började även den andra produktionsserien med BR 411 att levereras till DB, de togs omgående i tjänst på linjen mellan Hamburg och Berlin. Detta var även första gången som typen uppnådde sin topphastighet på 230 km/h i trafik. Alla av de 28 nya enheterna levererades innan Fotbolls-VM 2006. Trots att de nya enheterna levererats med en bar istället för en restaurang så valde DB år 2007 att bygga om samtliga av de nya enheterna så att de likt de första enheterna skulle ha en restaurang. Samtliga enheter av både BR 411 och BR 415 är namngivna efter tyska städer och bär städernas namn och stadsvapen på manövervagnarna.
När kapaciteten på den kortare BR 415 inte räckte till på linjen mellan Stuttgart och Zürich så valde DB 2006 att ta manövervagnarna från BR 415 byggda för trafik i Schweiz och sätta dem som manövervagnar på ett BR 411. Resultatet blev en BR 411 med schweiziska strömavtagare och säkerhetssystem. 2007 modifierades även 15 stycken BR 411 för trafik i Österrike, tre av dessa såldes även till ÖBB (se ÖBB 4011). Dessa enheter började trafikera linjen mellan Frankfurt och Wien, sedermera även mellan Dortmund och Wien. 

### Problem
Den 24 oktober 2008 ställde DB in samtliga avgångar med BR 411 och 415, på grund av att man upptäckt sprickor i hjulaxlarna hos flera enheter. Samtliga enheter blev kontrollerade och eventuella sprickor blev reparerade. De kontrollerade enheterna togs successivt i trafik igen, dock begränsade då de inte fick använda sig av sin lutningsteknik, något som orsakade förseningar. 2009 fattade DB beslutet att samtliga axlar på samtliga enheter skulle bytas ut mot en ny typ av axlar. Bytet beräknades ta 4 år med start 2010. Det kom dock att dröja så pass länge som till 2016 innan man började byta ut axlarna. DB:s dåvarande VD,  Rüdiger Grube, estimerade 2009 att DB förlorat 250 miljoner euro på grund av problemen med axlarna.

## ÖBB 4011
ÖBB 4011 var den österrikiska benämningen på BR 411. Tre exemplar användes av ÖBB mellan 2006 och 2020.

### Historia
2004 började ÖBB planera för användningen av ICE T i Österrike och under 2005 följde representanter från ÖBB med på DB:s BR 411. 2006 köpte ÖBB tre stycken enheter från den första produktionsserien av DB. Dessa tre enheter modifierades innan leverans, modifieringar som inkluderade samma LED-lysen som den andra produktionsserien, österrikiska säkerhetssystem samt att enheterna uppnådde alla österrikiska säkerhetskrav. 

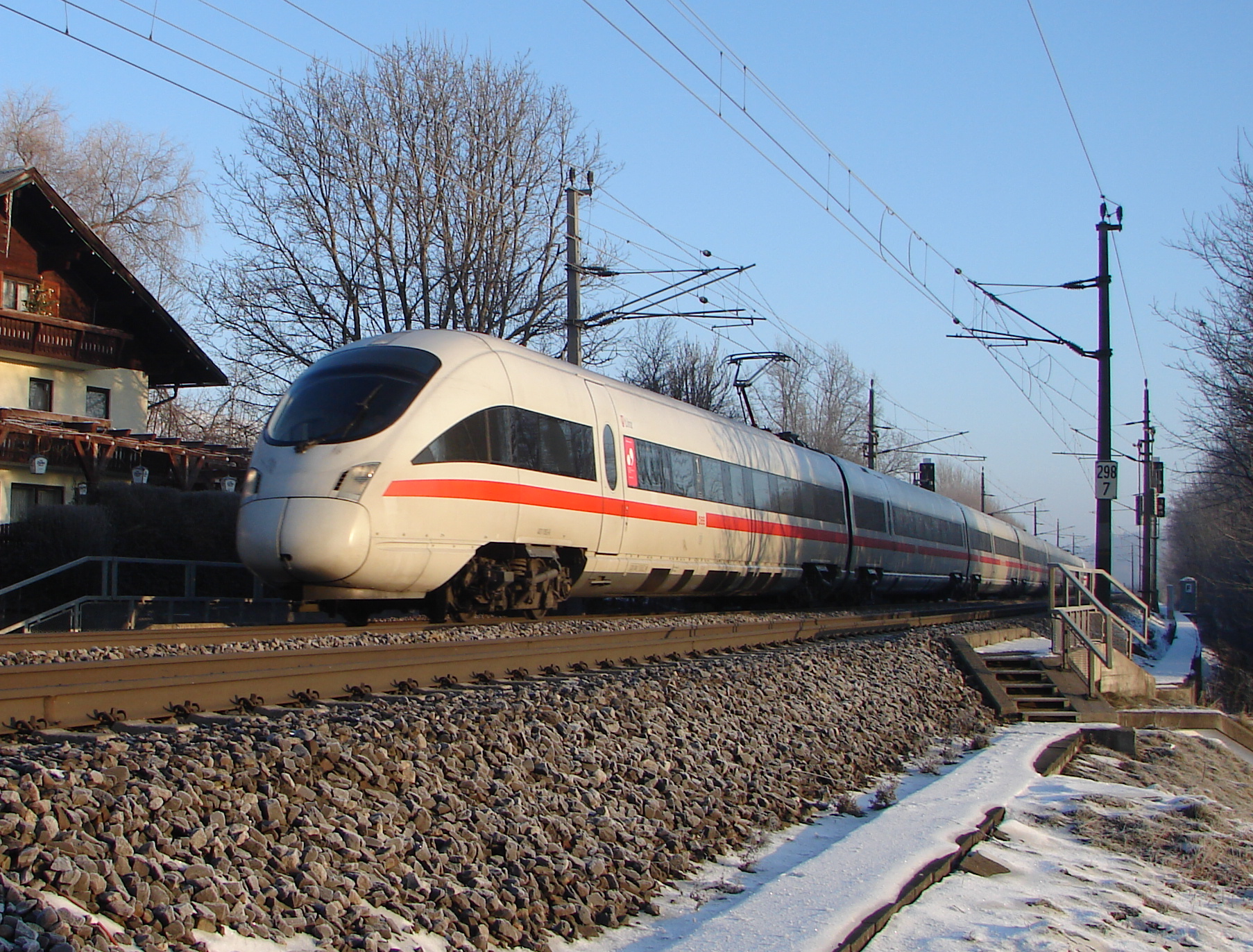
En av ÖBB:s ICE T

### Trafik
Trafiken med ÖBB 4011 var primärt trafik mellan Österrike och Tyskland, till en början mellan München och Wien, en linje som ÖBB:s Railjet senare tog över. Trafiken var en del av ett trafiksamarbete mellan DB och ÖBB, där båda företagen opererade tåg mellan länderna. Samarbetet innefattade ÖBB:s tre enheter samt DB:s övriga tolv enheter som är modifierade för trafik i Österrike. ÖBB:s tåg hade praktiskt taget samma målning som DB:s, bortsett från att DB:s logga var utbytt mot ÖBB:s, samt att DB:s logga fanns under ÖBB:s fast i grå färg. På DB:s motsvarande enheter fanns ÖBB:s logga målad i samma gråa nyans under DB:s logga. ÖBB:s tre enheter blev även namngivna efter städer i Österrike, Wien, Salzburg och Linz. Målningen var i samma stil som DB:s, med stadsvapen och namn målat på manövervagnarnas sida ovanför fönstren. 